# Corydalus testaceus
Corydalus testaceus là một loài côn trùng trong họ Corydalidae thuộc bộ Megaloptera. Loài này được Le Peletier de Saint Fargeau & Audinet-Serville in Latreille et al. miêu tả năm 1828.